# Baumgarten (Gemeinde Sitzenberg-Reidling)
Baumgarten ist eine Ortschaft und als Katastralgemeinde Baumgarten bei Reidling der Gemeinde Sitzenberg-Reidling im Bezirk Tulln in Niederösterreich. Die Ortschaft hat 52 Einwohner (Stand 1. Jänner 2024).

## Geografie
Das Dorf liegt östlich von Reidling schräg unterhalb des Reidlingberges (300 m ü. A.) an der Landesstraße L2201. Zur Ortschaft zählt auch die Wochenendsiedlung Neu-Baumgarten.

## Geschichte
Im Jahr 1822 wurde der Ort als Dorf mit 14 Häusern genannt, das nach Reidling eingepfarrt war, wohin auch die Kinder eingeschult wurden. Die Herrschaft St. Andrä besaß die Ortsobrigkeit, die Herrschaft Gutenbrunn übte die Landgerichtsbarkeit aus und die Herrschaft Sitzenberg besorgte die Konskription. Die Untertanen und Grundholde des Ortes gehörten der Herrschaft St. Andrä an der Traisen.
Laut Adressbuch von Österreich waren im Jahr 1938 in Baumgarten eine Milchgenossenschaft und einige Landwirte mit Ab-Hof-Verkauf ansässig.